# Convocazioni all'European Golden League femminile 2023
Elenco delle giocatrici convocate per l'European Golden League 2023.

## Belgio
| N° | Nome               | Ruolo | Data di nascita   | Squadra         |
| -- | ------------------ | ----- | ----------------- | --------------- |
| -  | Gert Vande Broek   | All   | 28 febbraio 1967  | Asterix Avo     |
| 2  | Elise Van Sas      | P     | 1º agosto 1997    | Oudegem         |
| 3  | Britt Herbots      | S     | 24 settembre 1999 | Firenze         |
| 4  | Nathalie Lemmens   | C     | 12 marzo 1995     | Dinamo Bucarest |
| 7  | Celine Van Gestel  | S     | 7 novembre 1997   | Firenze         |
| 9  | Nel Demeyer        | L     | 21 marzo 2001     | Oudegem         |
| 10 | Pauline Martin     | O     | 9 aprile 2002     | Pro Victoria    |
| 12 | Charlotte Krenicky | P     | 29 giugno 1997    | Asterix Avo     |
| 13 | Marlies Janssens   | C     | 4 giugno 1997     | VDK Gent        |
| 15 | Jutta Van de Vyver | P     | 11 giugno 1996    | Charleroi       |
| 17 | Kaat Cos           | S     | 5 giugno 2006     | Asterix Avo     |
| 18 | Britt Rampelberg   | L     | 5 giugno 2000     | Asterix Avo     |
| 19 | Silke Van Avermaet | C     | 2 giugno 1999     | Mulhouse        |
| 21 | Manon Stragier     | S     | 12 marzo 1999     | Asterix Avo     |
| 22 | Anna Koulberg      | C     | 17 agosto 2004    | Asterix Avo     |
| 23 | Noor Debouck       | L     | 9 giugno 2005     | Asterix Avo     |

## Bosnia ed Erzegovina
| N° | Nome               | Ruolo | Data di nascita   | Squadra             |
| -- | ------------------ | ----- | ----------------- | ------------------- |
| -  | Stevan Ljubičić    | All   | 29 agosto 1980    | Alba-Blaj           |
| 1  | Ajla Paradžik      | C     | 29 luglio 1994    | Mulhouse            |
| 2  | Ana Zekić          | S     | 15 marzo 2005     | Radnik Bijeljina    |
| 3  | Milana Božić       | P     | 19 luglio 2000    | Thīras              |
| 4  | Dora Brašnić       | L     | 24 novembre 2006  | Orašje              |
| 5  | Iman Isanović      | S     | 20 agosto 1999    | Arizona State       |
| 7  | Anđelka Radišković | S     | 30 marzo 1992     | Kamnik              |
| 8  | Sara Marković      | C     | 28 novembre 2002  | Banjaluka           |
| 9  | Dragana Stevanović | P     | 20 ottobre 2003   | SREM                |
| 10 | Maja Lasić         | C     | 28 dicembre 1999  | Ti-Volley Innsbruck |
| 11 | Ana Terzić         | C     | 9 settembre 2005  | Jedinstvo Brčko     |
| 12 | Milica Ivković     | L     | 2 maggio 1994     | Spartak Subotica    |
| 13 | Jovana Biberdžić   | S     | 12 aprile 2001    | Jedinstvo Brčko     |
| 14 | Ema Klopić         | C     | 17 settembre 2006 | Omladinac           |
| 15 | Amina Buljubašić   | S     | 28 aprile 2005    | Igman Ilidža        |
| 17 | Dajana Bošković    | O     | 11 aprile 1994    | Alba-Blaj           |
| 18 | Anđela Kovač       | S     | 6 giugno 2000     | Viesti Salo         |
| 22 | Nina Đukič         | O     | 2 agosto 1998     | Koper               |

## Francia
| N° | Nome                  | Ruolo | Data di nascita   | Squadra            |
| -- | --------------------- | ----- | ----------------- | ------------------ |
| -  | Émile Rousseaux       | All   | 3 aprile 1961     | IFVB               |
| 3  | Amandine Giardino     | L     | 30 marzo 1995     | Venelles           |
| 9  | Nina Stojiljković     | P     | 1º settembre 1996 | Kamnik             |
| 11 | Lucille Gicquel       | O     | 13 novembre 1997  | Cuneo Granda       |
| 12 | Isaline Sager-Weider  | C     | 5 luglio 1988     | Neptunes de Nantes |
| 15 | Amandha Sylves        | C     | 29 dicembre 2000  | Firenze            |
| 21 | Eva Elouga            | C     | 14 ottobre 1999   | Chamalières        |
| 23 | Léandra Olinga-Andela | C     | 12 agosto 1997    | Mulhouse           |
| 38 | Leïa Ratahiry         | S     | 27 settembre 2002 | Neptunes de Nantes |
| 63 | Emilie Respaut        | P     | 25 aprile 2003    | Neptunes de Nantes |
| 75 | Guewe Diouf           | O     | 15 giugno 2002    | Chamalières        |
| 88 | Amélie Rotar          | S     | 24 ottobre 2000   | Béziers            |
| 91 | Halimatou Bah         | S     | 21 dicembre 2003  | Chamalières        |
| 98 | Sabine Haewegene      | S     | 9 maggio 1994     | Chamalières        |
| 99 | Juliette Gelin        | L     | 2 novembre 2001   | RC Cannes          |

## Rep. Ceca
| N° | Nome                   | Ruolo | Data di nascita  | Squadra            |
| -- | ---------------------- | ----- | ---------------- | ------------------ |
| -  | Giannīs Athanasopoulos | All   | 24 agosto 1978   | Vasas              |
| 3  | Elen Jedličková        | C     | 1º dicembre 2005 | Ostrava            |
| 4  | Silvie Pavlová         | C     | 20 maggio 1997   | ASKÖ Linz-Steg     |
| 7  | Magdalena Bukovská     | S     | 28 aprile 2003   | Královo Pole       |
| 8  | Ela Koulisiani         | C     | 1º ottobre 2002  | Královo Pole       |
| 9  | Daniela Digrinová      | L     | 19 ottobre 2000  | Královo Pole       |
| 10 | Kateřina Valková       | P     | 6 febbraio 1996  | Münster            |
| 14 | Lucie Kolářová         | L     | 2 settembre 2000 | Dukla Liberec      |
| 15 | Magdaléna Jehlářová    | C     | 16 gennaio 2000  | Washington State   |
| 16 | Michaela Mlejnková     | S     | 26 luglio 1996   | Sigorta Shop       |
| 18 | Josefína Smolková      | S     | 11 aprile 2006   | Prostějov          |
| 19 | Kateřina Pelikánová    | P     | 25 ottobre 2004  | Královo Pole       |
| 20 | Květa Grabovská        | P     | 29 maggio 2002   | Dresdner           |
| 21 | Caroline Formánková    | O     | 20 febbraio 2006 | -                  |
| 22 | Gabriela Orvošová      | O     | 28 gennaio 2001  | Developres Rzeszów |
| 25 | Monika Brancuská       | C     | 19 novembre 2004 | Olymp Praha        |
| 27 | Lucie Kalhousová       | S     | 14 maggio 1996   | Olymp Praha        |
| 28 | Klára Žarnovická       | O     | 22 dicembre 2001 | Florida Atlantic   |

## Romania
| N° | Nome                    | Ruolo | Data di nascita  | Squadra               |
| -- | ----------------------- | ----- | ---------------- | --------------------- |
| -  | Guillermo Hernández     | All   | 18 giugno 1977   | Potsdam               |
| 1  | Diana Ariton            | C     | 1º gennaio 1998  | Rapid Bucarest        |
| 2  | Diana Vereș             | L     | 27 novembre 2001 | Voluntari             |
| 4  | Antonia Gheti           | S     | 25 febbraio 2006 | Târgu Mureș           |
| 5  | Raisa Ioan              | C     | 5 maggio 1998    | Alba-Blaj             |
| 7  | Elizabet Inneh          | O     | 21 marzo 1999    | KGC Ginseng           |
| 8  | Ana Radu                | P     | 9 settembre 2001 | Dinamo Bucarest       |
| 10 | Denisa Ionescu          | C     | 8 luglio 2002    | Târgoviște            |
| 11 | Adriana Matei           | S     | 24 maggio 1998   | Târgoviște            |
| 12 | Andra Badiu-Savu        | C     | 11 agosto 2004   | Universitatea Craiova |
| 13 | Alexandra Ciucu         | L     | 13 novembre 1995 | Târgoviște            |
| 15 | Sorina Miclăuș          | S     | 15 aprile 1999   | Argeș Pitești         |
| 16 | Andra Cojocaru          | L     | 8 maggio 2002    | Alba-Blaj             |
| 18 | Dalia Vîrlan            | C     | 18 febbraio 2005 | Dinamo Bucarest       |
| 19 | Adelina Budăi-Ungureanu | S     | 29 luglio 2000   | Pinerolo              |
| 20 | Georgiana Popa          | S     | 24 marzo 2003    | Lugoj                 |
| 21 | Iuna Zadorojnai         | O     | 8 gennaio 2001   | Târgoviște            |
| 23 | Beatrice-Ramona Postea  | P     | 29 agosto 1993   | CSM Bucarest          |

## Slovacchia
| N° | Nome                 | Ruolo | Data di nascita  | Squadra           |
| -- | -------------------- | ----- | ---------------- | ----------------- |
| -  | Michal Mašek         | All   | 8 agosto 1983    | Wrocław           |
| 1  | Michaela Abrhámová   | C     | 31 agosto 1993   | Mougins           |
| 2  | Barbora Koseková     | P     | 22 novembre 1994 | Terville Florange |
| 4  | Lucia Herdová        | S     | 20 febbraio 2000 | Olomouc           |
| 5  | Alexandra Fričová    | S     | 16 ottobre 2004  | Slávia Bratislava |
| 7  | Michaela Španková    | L     | 1º agosto 1999   | UKF Nitra         |
| 8  | Nina Dreisigová      | O     | 13 ottobre 2006  | VKP Bratislava    |
| 9  | Ema Smiešková        | C     | 3 gennaio 2003   | VKP Bratislava    |
| 11 | Skarleta Jančová     | L     | 16 gennaio 1997  | Ostrava           |
| 14 | Tereza Hrušecká      | C     | 2 luglio 2002    | Královo Pole      |
| 15 | Karolína Fričová     | S     | 29 aprile 2000   | Vasas             |
| 16 | Anna Kohútová        | P     | 10 aprile 2003   | VKP Bratislava    |
| 17 | Simona Slivková      | P     | 19 ottobre 2004  | Slávia Bratislava |
| 18 | Karin Šunderlíková   | O     | 17 luglio 1999   | -                 |
| 19 | Katarína Körmendyová | C     | 25 aprile 1999   | Olomouc           |
| 20 | Zuzana Šepeľová      | S     | 24 novembre 1999 | Olomouc           |
| 21 | Diana Návratová      | S     | 4 maggio 2003    | VKP Bratislava    |
| 23 | Nina Boledovičová    | C     | 16 maggio 2004   | VKP Bratislava    |
| 24 | Ema Magdinová        | L     | 4 gennaio 1999   | Slávia Bratislava |

## Svezia
| N° | Nome               | Ruolo | Data di nascita   | Squadra               |
| -- | ------------------ | ----- | ----------------- | --------------------- |
| -  | Lauri Hakala       | All   | 23 agosto 1982    | -                     |
| 1  | Elsa Arrestad      | C     | 26 dicembre 1998  | Örebro                |
| 3  | Linda Andersson    | C     | 12 gennaio 1998   | Neuwied               |
| 4  | Jonna Wasserfaller | C     | 20 aprile 1994    | Hylte/Halmstad        |
| 10 | Isabelle Haak      | O     | 11 luglio 1999    | Imoco                 |
| 11 | Alexandra Lazić    | S     | 24 settembre 1994 | Wealth Planet Perugia |
| 12 | Hilda Gustafsson   | P     | 24 dicembre 2002  | Haris                 |
| 13 | Filippa Brink      | L     | 22 ottobre 2001   | Engelholms            |
| 14 | Hanna Hellvig      | S     | 3 febbraio 2000   | Erfurt                |
| 16 | Vilma Andersson    | P     | 4 dicembre 1999   | Genève                |
| 17 | Anna Haak          | S     | 19 settembre 1996 | Mulhouse              |
| 18 | Julia Nilsson      | C     | 2 maggio 1997     | Engelholms            |
| 21 | Elin Larsson       | S     | 2 marzo 2003      | Portland              |
| 25 | Emmy Andersson     | L     | 3 maggio 1998     | Hylte/Halmstad        |
| 27 | Paulina Lindberg   | O     | 19 maggio 2002    | Örebro                |

## Ucraina
| N° | Nome                | Ruolo | Data di nascita  | Squadra     |
| -- | ------------------- | ----- | ---------------- | ----------- |
| -  | Ivan Petkov         | All   | 18 ottobre 1976  | Prometej    |
| 1  | Oleksandra Milenko  | S     | 29 giugno 1999   | Prometej    |
| 4  | Alika Lutsenko      | L     | 11 giugno 2003   | Alanta      |
| 5  | Marharyta Geiko     | S     | 16 febbraio 2006 | -           |
| 6  | Krystyna Nemceva    | L     | 15 giugno 1998   | Prometej    |
| 7  | Svitlana Lidiaieva  | C     | 11 dicembre 1993 | Prometej    |
| 9  | Viktoria Oliinyk    | P     | 2 marzo 2000     | Békéscsabai |
| 14 | Dar'ja Velykokon'   | P     | 11 aprile 2002   | Prometej    |
| 16 | Anastasiia Maievska | C     | 6 gennaio 2001   | Prometej    |
| 17 | Yevheniia Khober    | O     | 12 marzo 2001    | Prometej    |
| 19 | Viktoriia Danchak   | C     | 11 gennaio 2000  | Prometej    |
| 23 | Yuliya Dymar        | S     | 3 dicembre 1994  | Calais      |
| 24 | Anastasija Černucha | O     | 15 aprile 1995   | UNI Opole   |
| 26 | Ulyana Kotar        | C     | 26 ottobre 2000  | Prometej    |
| 27 | Kseniia Puhach      | C     | 22 maggio 1998   | Viesti Salo |

## Ungheria
| N° | Nome                 | Ruolo | Data di nascita  | Squadra           |
| -- | -------------------- | ----- | ---------------- | ----------------- |
| -  | Alessandro Chiappini | All   | 31 gennaio 1969  | ŁKS               |
| 1  | Adrienn Vezsenyi     | O     | 15 ottobre 1997  | Vasas             |
| 2  | Fruzsina Tóth        | L     | 13 dicembre 1999 | Nyíregyháza       |
| 4  | Fanni Bagyinka       | P     | 7 maggio 1998    | Békéscsabai       |
| 5  | Alíz Kump            | C     | 11 novembre 2003 | Vasas             |
| 6  | Zóra Glemboczki      | S     | 23 luglio 2000   | Békéscsabai       |
| 7  | Kata Török           | S     | 26 maggio 1998   | Vasas             |
| 8  | Eszter Pekárik       | C     | 8 dicembre 1996  | Balatonfüred      |
| 10 | Liliána Berkó        | P     | 21 marzo 2003    | MTK Budapest      |
| 11 | Orsolya Papp         | C     | 18 luglio 1997   | Vasas             |
| 12 | Réka Szedmák         | S     | 8 settembre 2001 | Kaposvári         |
| 13 | Anett Németh         | O     | 13 dicembre 1999 | Potsdam           |
| 14 | Gréta Kiss           | S     | 6 maggio 1998    | Terville Florange |
| 16 | Panni Petőváry       | O     | 12 novembre 1997 | Aigaleō           |
| 17 | Anna Szalai          | L     | 20 agosto 2000   | Vasas             |
| 19 | Andrea Pintér        | C     | 5 luglio 1994    | Békéscsabai       |
| 20 | Petra Kertész        | L     | 6 agosto 2002    | Békéscsabai       |
| 21 | Ágnes Boskó          | P     | 1º giugno 2002   | Újpest            |